# Anacamptis palustris
Anacamptis palustris là một loài lan.

## Hình ảnh

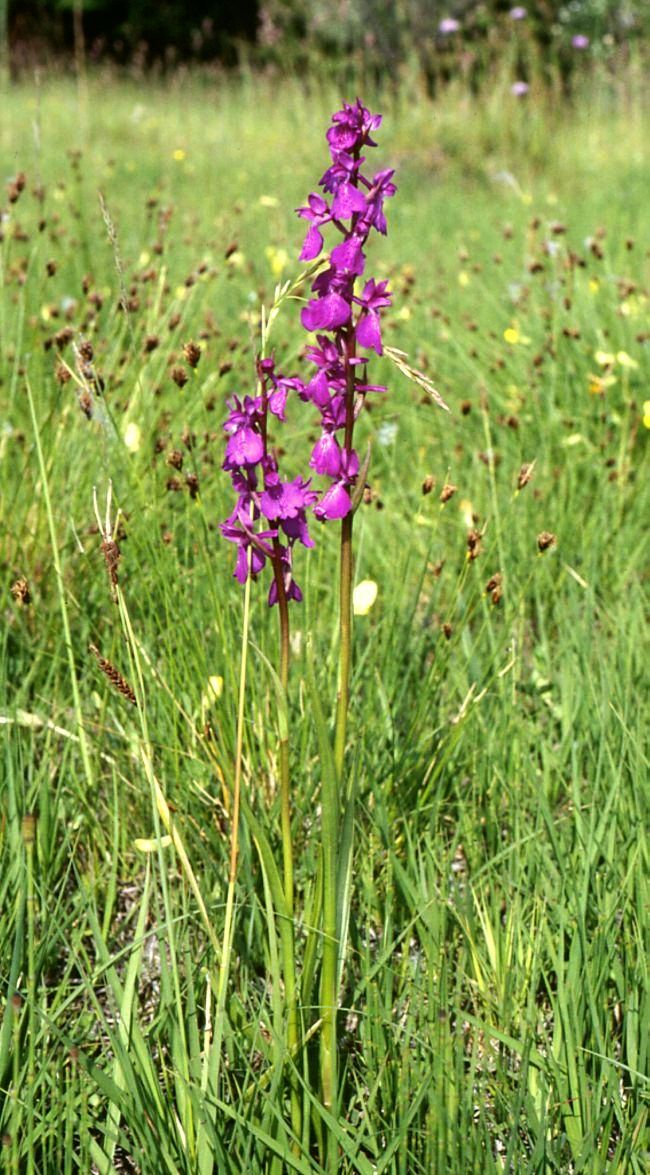
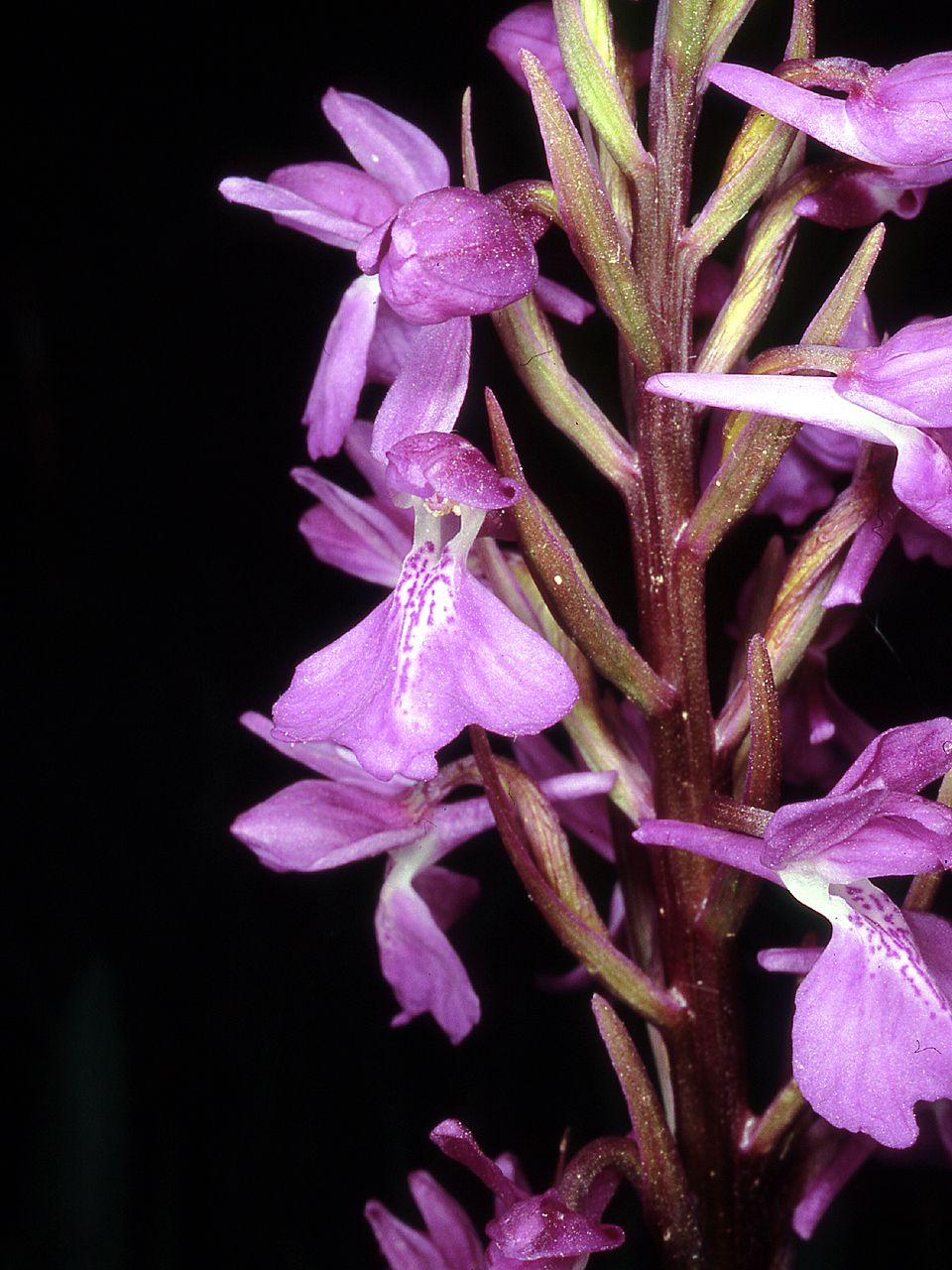
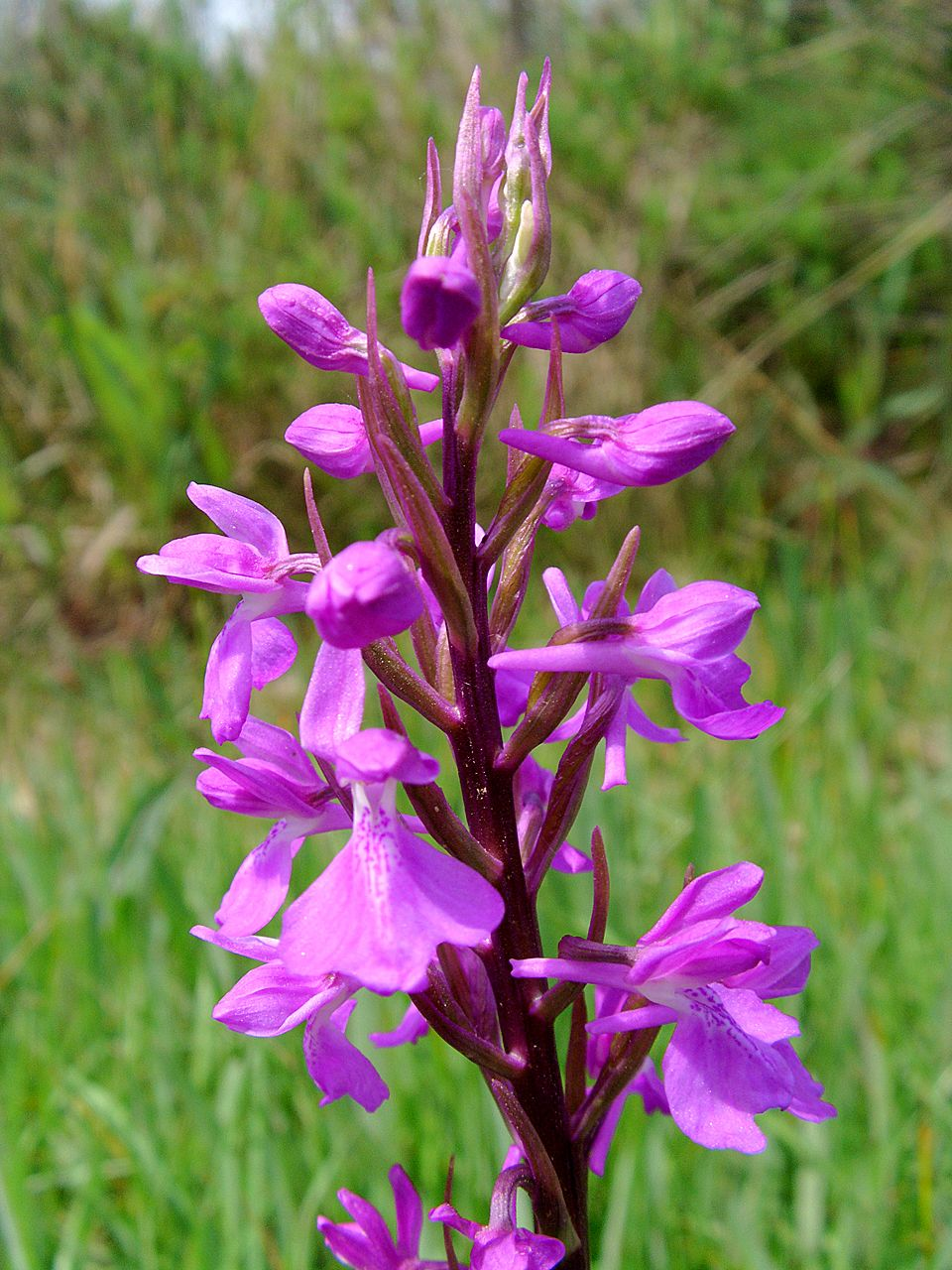
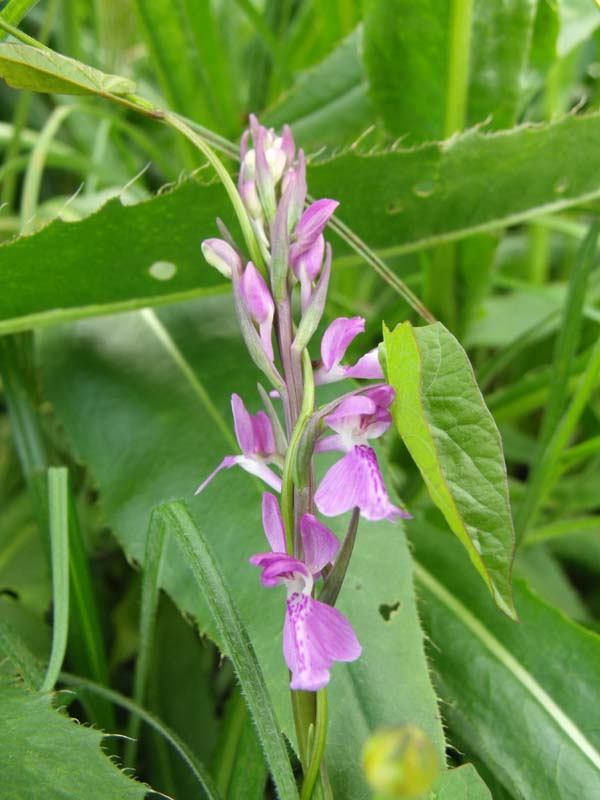